# Cẩm Khê
Cẩm Khê is een district in de provincie Phú Thọ, een van de provincies van Vietnam. Cẩm Khê ligt centraal in de provincie aan de zuidelijke oever van de Rode Rivier.
De oppervlakte van het district bedraagt 234,25 km² en Cẩm Khê telt 128.555 inwoners. De hoofdplaats van het district is thị trấn Sông Thao. Cẩm Khê is onderverdeeld in een thị trấn en 30 xã's.

## Administratieve eenheden
- Thị trấn Sông Thao
- Xã Cấp Dẫn
- Xã Cát Trù
- Xã Chương Xá
- Xã Điêu Lương
- Xã Đồng Cam
- Xã Đồng Lương
- Xã Hiền Đa
- Xã Hương Lung
- Xã Ngô Xá
- Xã Phú Khê
- Xã Phú Lạc
- Xã Phùng Xá
- Xã Phượng Vĩ
- Xã Phương Xá
- Xã Sai Nga
- Xã Sơn Nga
- Xã Sơn Tình
- Xã Tạ Xá
- Xã Tam Sơn
- Xã Thanh Nga
- Xã Thụy Liễu
- Xã Tiên Lương
- Xã Tình Cương
- Xã Tùng Khê
- Xã Tuy Lộc
- Xã Văn Bán
- Xã Văn Khúc
- Xã Xương Thịnh
- Xã Yên Dưỡng
- Xã Yên Tập